# Гавриловское сельское поселение (Спасский район)
Гавриловское сельское поселение — муниципальное образование (сельское поселение) в Спасском районе Рязанской области.
Включает в себя один населённый пункт — село Гавриловское.

## История
Гавриловское сельское поселение образовано в 2006 г.

## Население
| 2010  | 2012  | 2013  | 2014  | 2015  | 2016  | 2017  | 2018  | 2019  |
| ----- | ----- | ----- | ----- | ----- | ----- | ----- | ----- | ----- |
| 1515  | ↗1553 | ↗1579 | ↗1588 | ↗1620 | ↗1631 | ↘1620 | ↘1585 | ↘1522 |
| 2020  | 2021  |       |       |       |       |       |       |       |
| ↗1555 | ↗1904 |       |       |       |       |       |       |       |

## Состав сельского поселения
| № | Населённый пункт | Тип населённого пункта       | Население |
| - | ---------------- | ---------------------------- | --------- |
| 1 | Гавриловское     | село, административный центр | ↗1904     |

## Местное самоуправление
Главы сельского поселения
- Виктор Геннадьевич Митрохин[13]
- до 2023 года — Людмила Анатольевна Правкина
- с 2023 года — Виктор Константинович Ефремкин